# 板垣真任
板垣 真任（いたがき まさと、1990年7月17日 - ）は、日本の小説家。アメリカ文学研究者。山形県村山市出身。

## 経歴・人物
成蹊大学大学院文学研究科在籍中に第119回文學界新人賞を受賞し、小説家デビューした。

## 作品

### 雑誌掲載
小説作品
- トレイス（『文學界』2014年12月号）
- 声がわり（『文學界』2015年6月号）
- すら（『文學界』2016年2月号）
- 大声の歴史（『文學界』2017年11月号）

エッセイ
- 動詞がお好きなんですか（『すばる』2015年2月号）

## 学術論文

### 共著単行本
- 『アメリカン・マインドの音声 文学・外傷・身体』（小鳥遊書房、2019年5月24日）：第三部「声が響く」内 第八章「声を書くということ――『ビリー・バッド』の草稿とビリーの吃音」執筆。

### 雑誌掲載論文
- 「声と暴力、そして個人――"Billy Budd, Sailor"における言語障害について」：『成蹊人文研究』第25号（成蹊大学大学院文学研究科 編、2017年3月）
- 「声を書くということ――"Billy Budd, Sailor"の草稿とビリーの吃音」：『アメリカ文学研究』第55号（日文号）（日本アメリカ文学会 編、2018年）